# Tour de Hong Kong Shanghai
El Tour de Hong Kong Shanghai (oficialmente: Tour of Hong Kong Shanghai; en chino simplificado 环沪港国际自行车大赛; en chino tradicional: 環滬港國際自行車大賽; en pinyin: Huán Hùgǎng Guójì Zìxíngchē Dàsài; también llamado Cepa Tour) fue una carrera ciclista profesional por etapas china. 
Se creó en 2006 formando parte del UCI Asia Tour, dentro la categoría 2.2 (última categoría del profesionalismo). Su última edición fue en 2008.
Como su propio nombre indica comenzaba en Hong Kong y finalizaba en Shanghái excepto en su primera edición que se hizo en orden inverso. Tuvo entre 4 etapas en su primera edición y 7 etapas (6 con doble sector) en su última edición.

## Palmarés
| Año  | Ganador               | Segundo       | Tercero        |
| ---- | --------------------- | ------------- | -------------- |
| 2006 | Geert Steurs          | Lex Nederlof  | Kouki Shinbo   |
| 2007 | James Meadley         | Kai Tsun Lam  | Chris Willemse |
| 2008 | Christoff Van Heerden | Bradeley Hall | Kin San Wu     |

## Palmarés por países
| País      | Victorias |
| --------- | --------- |
| Bélgica   | 1         |
| Australia | 1         |
| Sudáfrica | 1         |